# القنب الهندي في فيتنام
إنَّ القنب الهندي في فيتنام غيرُ قانوني ومع ذلك فهو يُزرع داخل البلاد.

## التاريخ
تقول بعضُ المصادر إنَّ القِنَّب الهِندي قد دخل إلى جنوب شرق آسيا في القرنِ السادس عشر حيثُ كان يستخدم لأغراض طبيّة أو لتحضير أنواع مختلفة من الطعام. أدانت حكومة جمهورية فيتنام في عام 1968 استخدام القنب أو الاتجار به؛ وأصدرت تعليمات إلى الزعماء المحليين بمنع زراعته. بدأ مكتب السلامة العامة التابع للوكالة الأمريكية للتنمية الدولية في العام الموالي في القضاءِ على حقول القنّب بما في ذلك ما يُعرف بـ «الاستئصال الجوي» في دلتا ميكونغ. لقد تسبَّب هذا التدخل الأمريكي في شأتٍ فيتناميّ بحث استياءً شعبيًا كبيرًا كما لم يُفهم أو يُستاغ من الناحيّة السياسية؛ وبحلول عام 1971 نصحَ مكتب خدمات الرقابة الداخلية بعدمِ القضاء على الحشيش أو القنَّب في المناطق التي تسيطر عليها طائفة هوا هاو (بالإنجليزية: Hòa Hảo)‏ خوفًا من دفعهم للانضمامِ إلى جبهة التحرير الوطني. يويوبه ي يوبهي

### القوات الأمريكية في حرب فيتنام
في ستينيات القرن العشرين؛ أصبحت حكومة الولايات المتحدة مهتمةً باستخدام الحشيش في حرب فيتنام، وعلى الرغم من أن الكحول كان المخدرات الأكثر شيوعًا التي تُستخدم من قِبل القوات الأمريكية في تلكَ الحرب إلا أن القنب الهندي كان هو الثاني من حيثُ الشيوع. في البدايةِ كانت معدلات الاستخدام بين الجنود الذين تم نشرهم مماثلة لمعدلات أقرانهم في الولايات المتحدة؛ حيث أفاد 29٪ من الجنود الذين غادروا فيتنام في عام 1967 أنهم استخدموا الماريجوانا في حياتهم. ومع ذلك؛ أظهرت دراسة أجريت عام 1976 أن نسبة القوات التي استخدمت الماريجوانا في الفترة من 1967-1971 بلغت 34٪ قبل أن تستقرَّ في حدود 18٪ فيما بعد؛ بينما ظل عدد الجنود الذين استخدموا القنب قبل الحرب حوالي 8٪.